# Mani Acili Glabrió (governador)
Mani Acili Glabrió (en llatí: Manius Acilius Glabrio) va ser un magistrat romà. Era fill del cònsol Mani Acili Glabrió i d’Emília (filla de Marc Emili Escaure, cònsol el 115 aC). Va néixer a la casa de Gneu Pompeu l'any 81 aC, ja que la mare s'havia casat amb Pompeu després del seu divorci forçat de Mani Acili Glabrió, i la mare va morir en el part.
A la guerra civil del 49-48 aC va ser lloctinent de Juli Cèsar i va manar la guarnició d’Oricum a Epir. Després, a la campanya africana, va estar estacionat a Sicília. El 44 aC quan Cèsar estava preparant la campanya contra els parts, va ser enviat a Grècia com a governador d'Acaia en lloc de Publi Sulpici Ruf. Dues vegades va ser acusat i sempre el va defensar Ciceró i va ser absolt.